# Блеквотер (Аризона)
Блеквотер (англ. Blackwater) — переписна місцевість (CDP) в США, в окрузі Пінал штату Аризона. Населення — 1190 осіб (2020).

## Географія
Блеквотер розташований за координатами 33°3′1″ пн. ш. 111°35′13″ зх. д. / 33.05028° пн. ш. 111.58694° зх. д. (33.050357, -111.586969).  За даними Бюро перепису населення США в 2010 році переписна місцевість мала площу 46,47 км², з яких 46,47 км² — суходіл та 0,00 км² — водойми.

## Демографія
Згідно з переписом 2010 року, у переписній місцевості мешкали 1062 особи в 316 домогосподарствах у складі 245 родин. Густота населення становила 23 особи/км².  Було 332 помешкання (7/км²).
Расовий склад населення:
| - 88,2 % — корінних американців - 3,8 % — білих - 0,7 % — чорних або афроамериканців - 0,1 % — вихідців з тихоокеанських островів - 2,5 % — осіб інших рас |

До двох чи більше рас належало 4,7 %. Частка іспаномовних становила 22,1 % від усіх жителів.
За віковим діапазоном населення розподілялося таким чином: 33,0 % — особи молодші 18 років, 60,3 % — особи у віці 18—64 років, 6,7 % — особи у віці 65 років та старші. Медіана віку мешканця становила 29,6 року. На 100 осіб жіночої статі у переписній місцевості припадало 87,6 чоловіків;  на 100 жінок у віці від 18 років та старших — 91,4 чоловіків також старших 18 років.
Середній дохід на одне домашнє господарство  становив 23 727 доларів США (медіана — 18 068), а середній дохід на одну сім'ю — 23 076 доларів (медіана — 17 448). За межею бідності перебувало 61,0 % осіб, у тому числі 77,7 % дітей у віці до 18 років та 37,5 % осіб у віці 65 років та старших.
Цивільне працевлаштоване населення становило 259 осіб. Основні галузі зайнятості: мистецтво, розваги та відпочинок — 34,0 %, освіта, охорона здоров'я та соціальна допомога — 23,2 %, публічна адміністрація — 13,9 %, сільське господарство, лісництво, риболовля — 10,8 %.